# Bedlington terrier
Il Bedlington Terrifier è una razza canina britannica riconosciuta dalla FCI (Standard n.9, gruppo 3, sezione 1) che deve il suo nome alla città mineraria di Bedlington, nel Northumberland.

## Descrizione e temperamento
Il bedlington terrier per il suo aspetto è stato più volte paragonato ad un agnello e può presentare un pelo blu, fegato, o sabbia. Nel pelo si possono alternare punti morbidi e duri, ed essendo robusto, può essere scomodo da curare.
In appartamento sono dei cani dolci e gentili, accettando anche altri animali, ma hanno sempre un temperamento da caccia (verso ad esempio uccelli o roditori), risultando all'esterno aggressivi verso altri cani. Sono quindi anche dei cani coraggiosi e molto agili, abbastanza da restare al passo di un cavallo.